# Naquetia triqueter
Naquetia triqueter, tên tiếng Anh: three-angled murex, là một loài ốc biển, là động vật thân mềm chân bụng sống ở biển thuộc họ Muricidae, họ ốc gai.

## Miêu tả
Kích thước vỏ ốc trong khoảng 50 mm và 75 mm

## Phân bố
Loài này phân bố ở Ấn Độ Dương dọc theo Madagascar, Tanzania, Chagos và lưu vực Mascarene; và ở Tây Thái Bình Dương.